# Coalgate (Nowa Zelandia)
Coalgate – miasto w Nowej Zelandii, na Wyspie Południowej, w regionie Canterbury.